# Lissonota longispiracularis
Lissonota longispiracularis là một loài tò vò trong họ Ichneumonidae.